# Рахнівсько-Лісова сільська рада
Рахнівсько-Лісова́ сільська́ ра́да — адміністративно-територіальна одиниця та орган місцевого самоврядування в Шаргородському районі Вінницької області. Адміністративний центр — село Рахни-Лісові.

## Загальні відомості
Рахнівсько-Лісова сільська рада утворена в 1920 році.
- Територія ради: 68,5 км²
- Населення ради: 5101 особа (станом на 2001 рік)

## Населені пункти
Сільській раді підпорядковані населені пункти:
- с. Рахни-Лісові

## Склад ради
Рада складається з 22 депутатів та голови.
- Голова ради: Мудрик Володимир Володимирович
- Секретар ради: Свиридова Ольга Григорівна

### Керівний склад попередніх скликань
| Прізвище, ім'я, по батькові    | Основні відомості                                                                       | Дата обрання | Дата звільнення |
| ------------------------------ | --------------------------------------------------------------------------------------- | ------------ | --------------- |
| Манзюк Анатолій Миколайович    | Сільський голова, 1967 року народження, освіта вища, член Соціалістичної партії України | 26.03.2006   | 31.10.2010      |
| Манзюк Анатолій Миколайович    | Сільський голова, 1967 року народження, освіта вища                                     | 31.10.2010   | 25.10.2015      |
| Мудрик Володимир Володимирович | Сільський голова, 1982 року народження, освіта вища, безпартійний                       | 25.10.2015   |                 |

Примітка: таблиця складена за даними сайту Верховної Ради України та ЦВК

### Депутати VII скликання
За результатами місцевих виборів 2015 року депутатами ради стали:

#### За суб'єктами висування
| Суб'єкт висування | Кількість обраних депутатів | %      |
| ----------------- | --------------------------- | ------ |
| Самовисування     | 22                          | 100.00 |

#### За округами
| № округу | Прізвище, ім'я, по батькові      | Ким висунуто  | Дата нар.  | Освіта              | Партійна приналежність | Відомості                                                               |
| -------- | -------------------------------- | ------------- | ---------- | ------------------- | ---------------------- | ----------------------------------------------------------------------- |
| 1        | Пашкалян Антоніна Василівна      | Самовисування | 03.01.1970 | середня спеціальна  | безпартійна            | Рахнівсько-Лісова АЗПСМ, лаборант                                       |
| 2        | Фігура Юлія Михайлівна           | Самовисування | 14.07.1983 | середня спеціальна  | безпартійна            | Приватний підприємець                                                   |
| 3        | Волинець Тетяна Анатоліївна      | Самовисування | 04.06.1968 | вища                | безпартійна            | Тимчасово не працює                                                     |
| 4        | Чучаліна Любов Павлівна          | Самовисування | 11.03.1970 | вища                | безпартійна            | Рахнівсько-Лісовий дитячий садок № 2, вихователька                      |
| 5        | Синько Людмила Іванівна          | Самовисування | 12.01.1993 | вища                | безпартійна            | СЗШ І-ІІІ ст. № 1 с. Рахни-Лісові, психолог                             |
| 6        | Мазур Катерина Вікторівна        | Самовисування | 14.01.1987 | вища                | безпартійна            | СЗШ І-ІІІ ст.. № 2 с. Рахни-Лісові, вчитель                             |
| 7        | Бондарчук Лідія Василівна        | Самовисування | 23.10.1966 | середня спеціальна  | безпартійна            | Рахнівсько-Лісова сільська бібліотека, завідувачка бібліотеки для дітей |
| 8        | Місько Андрій Степанович         | Самовисування | 02.07.1975 | середня спеціальна  | безпартійний           | Приватний підприємець                                                   |
| 9        | Костинюк Віктор Михайлович       | Самовисування | 16.02.1973 | середня спеціальна  | безпартійний           | Джуринська дитяча музична школа, вчитель                                |
| 10       | Черних Володимир Олександрович   | Самовисування | 25.05.1983 | вища                | безпартійний           | Приватний підприємець                                                   |
| 11       | Свиридова Ольга Григорівна       | Самовисування | 12.03.1962 | вища                | безпартійна            | Рахнівсько-Лісова сільська рада, секретар                               |
| 12       | Подолян Оксана Петрівна          | Самовисування | 03.01.1973 | середня спеціальна  | безпартійна            | Рахнівсько-Лісова сільська рада, головний бухгалтер                     |
| 13       | Баланюк Світлана Іванівна        | Самовисування | 26.10.1966 | вища                | безпартійна            | СЗШ І-ІІІ ст. № 2 с. Рахни-Лісові, вчитель                              |
| 14       | Яковишена Галина Володимирівна   | Самовисування | 21.11.1982 | вища                | безпартійна            | СЗШ І-ІІІ ст. № 2 с. Рахни-Лісові, вчитель                              |
| 15       | Стеценко Лариса Петрівна         | Самовисування | 26.01.1971 | вища                | безпартійна            | СЗШ І-ІІІ ст. № 2 с. Рахни-Лісові, вчитель                              |
| 16       | Байдак Людмила Іванівна          | Самовисування | 21.04.1987 | вища                | безпартійна            | Тимчасово не працює                                                     |
| 17       | Костишина Таїса Василівна        | Самовисування | 31.07.1962 | середня спеціальна  | безпартійна            | Рахнівсько-Лісова сільська рада, спеціаліст                             |
| 18       | Баланчук Валентина Володимирівна | Самовисування | 23.04.1966 | середня спеціальна  | безпартійна            | Дитячий садок № 2 с. Рахни-Лісові, медична сестра                       |
| 19       | Капустіна Оксана Дмитрівна       | Самовисування | 20.09.1971 | вища                | безпартійна            | Рахнівсько-Лісова сільська рада, спеціаліст-бухгалтер                   |
| 20       | Рябець Володимир Вікторович      | Самовисування | 13.02.1974 | загальна середня    | безпартійний           | Приватний підприємець                                                   |
| 21       | Самборський Сергій Віталійович   | Самовисування | 27.05.1970 | професійно-технічна | безпартійний           | Приватний підприємець                                                   |
| 22       | Кривоцюк Микола Миколайович      | Самовисування | 07.08.1975 | середня спеціальна  | безпартійний           | Рахнівсько-Лісова пожежна команда, начальний сільської пожежної команди |